# Runkolinja 560
La ligne 560 (finnois : Runkolinja 560) est une ligne de bus à haut niveau de service du réseau des bus de la région d'Helsinki en Finlande.

## Parcours
La ligne de bus 560 exploitée par Helsingin Bussiliikenne parcourt 28 km du quartier de Rastila d'Helsinki au quartier de Myyrmäki à Vantaa.
La ligne 560 suit le trajet Rastila, Vuosaari, Mellunmäki, Kontula, Malmn, Paloheinä, Kuninkaantammi puis Myyrmäki.

## Tunnel de Paloheinä

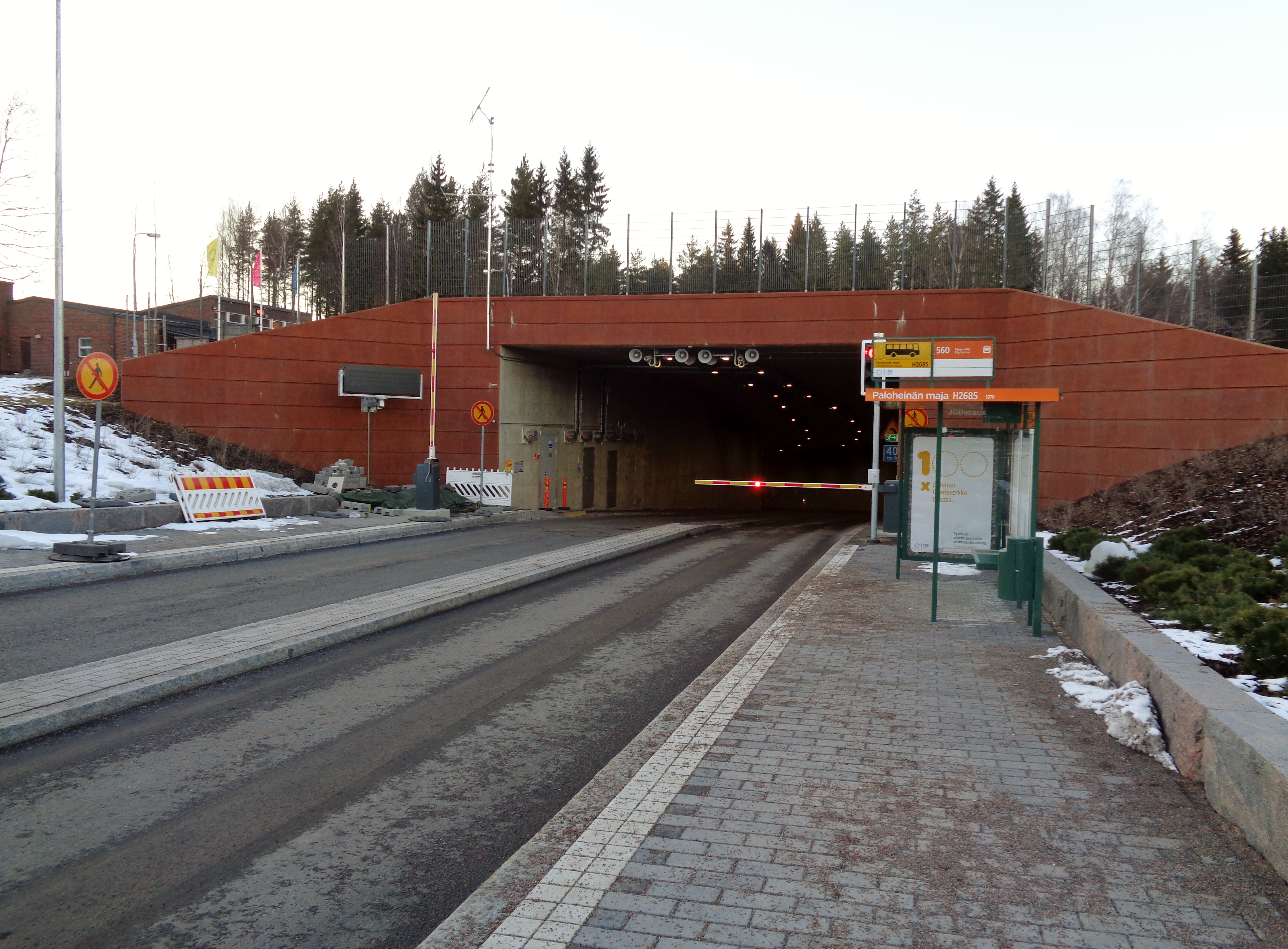
Arrêt de bus à l'entrée du tunnel de Paloheinä.

Le tunnel de Paloheinä est un nouveau tunnel de transport en commun long de 1,2 km qui passe au-dessous du parc central d'Helsinki entre Paloheinä et Kuninkaantammi. 
Le tunnel raccourcit le temps de trajet des bus de 15 minutes et n'est dans un premier temps ouvert que pour la ligne 560,.